# Église Saint-Hyacinthe du Lorrain
Pour les articles homonymes, voir Saint-Hyacinthe (homonymie).
L'église Saint-Hyacinthe du Lorrain est une église catholique située au Lorrain, en France.

## Localisation
L'église est située rue Victor-Schœlcher sur la commune du Lorrain dans le département français de la Martinique figurant au cadastre du Lorrain section A, d'une contenance respective de 4 a 30 ca et 7 a 85 ca.

## Historique
Une première chapelle fut d'abord construite entre 1671 et 1679. Elle est placée sous la patronage de saint Hyacinthe, dominicain polonais (1185-1257) qui marcha sur les eaux du Dniepr. Tombée en ruine, un second édifice est bâti sur un autre emplacement en 1743 et est alors considéré comme l'église la plus riche de l'île. La population construit un clocher à l'église en 1835 et des travaux de charpente ont lieu en 1851. 
L'abbé Collière fait procéder à une extension des façades de 6,50 mètres en 1857, donnant au nouvel édifice une forme en croix latine. Son architecture est propre au XIXe siècle et de type rectangulaire. Ainsi, la largeur de l'attique est égale à celle du rez-de-chaussée et permet une variété inédite dans la composition. Sa façade est ornée de colonnes adossées qui supportent l'entablement et la corniche, l'attique étant surmonté d'une balustrade à pinacles. Ce style recherche également une volonté de cohérence entre le décor et la structure de l'édifice. 
De grosses réparations ont lieu en 1858, puis l'église, les cloches et le cimetière sont bénis le 24 janvier 1860 par Mgr Porchez. Le clocher est reconstruit en 1881 et rompt avec l'homogénéité de la façade, en marquant par sa taille réduite et l'utilisation du bois un souci d'adaptation aux conditions climatiques locales. La toiture de l'édifice et le clocher sont détruits par le cyclone du 18 août 1891, puis réparés. 
En 1927 et 1928, le père Arostéguy fait agrandir l'édifice en y ajoutant deux nefs latérales de 18 par 5 mètres chacune. En 1931, la foudre tombe sur le clocher qui est réparé l'année suivante avec une couverture en fibrociment et la pose d'un paratonnerre. Le tremblement de terre de 1946 lézarde le bâtiment dont le clocher penche dangereusement. Le clocher, la flèche et la toiture sont rénovés jusqu'en 1949 et d'importantes réparations sur l'ensemble de l'édifice sont entreprises en 1953. 
Dans le courant des années 1970, il est envisagé de reconstruire complètement l'édifice très dégradé, cela coûtant moins cher qu'une rénovation, mais le projet n'aboutit pas. La réfection de la charpente et de la couverture a lieu en 1976 et une nouvelle rénovation de l'édifice de 1979 à 1980. 
L'édifice, y compris son parvis, sont protégés au titre des monuments historiques (arrêté d'inscription en date du 16 mars 1995). Il bénéficie alors d'un important programme de réhabilitation, conduit par Etienne Poncelet, architecte en chef des Monuments historiques, dont les travaux débutent en 2003 avec un investissement de 5 millions d’euros financé à 43 % par le FEDER, à 20 % par la Région, à 13 % par l'État, à 13 % par la ville du Lorrain et à 11 % par le département. Les travaux consistent en la remise en place d'un beffroi en cuivre, la réfection du clocher, la reconstruction de la tribune, la réparation de la nef, du transept, du chœur et de la sacristie, la remise en place d'une couverture en tuile, la remise en état des maçonneries, la mise aux normes de l'installation électrique et la peinture et l'étanchéité du bâtiment. L’église Saint-Hyacinthe rouvre ses portes aux fidèles le dimanche 23 décembre 2012 lors d'une cérémonie de consécration par Mgr Michel Méranville.

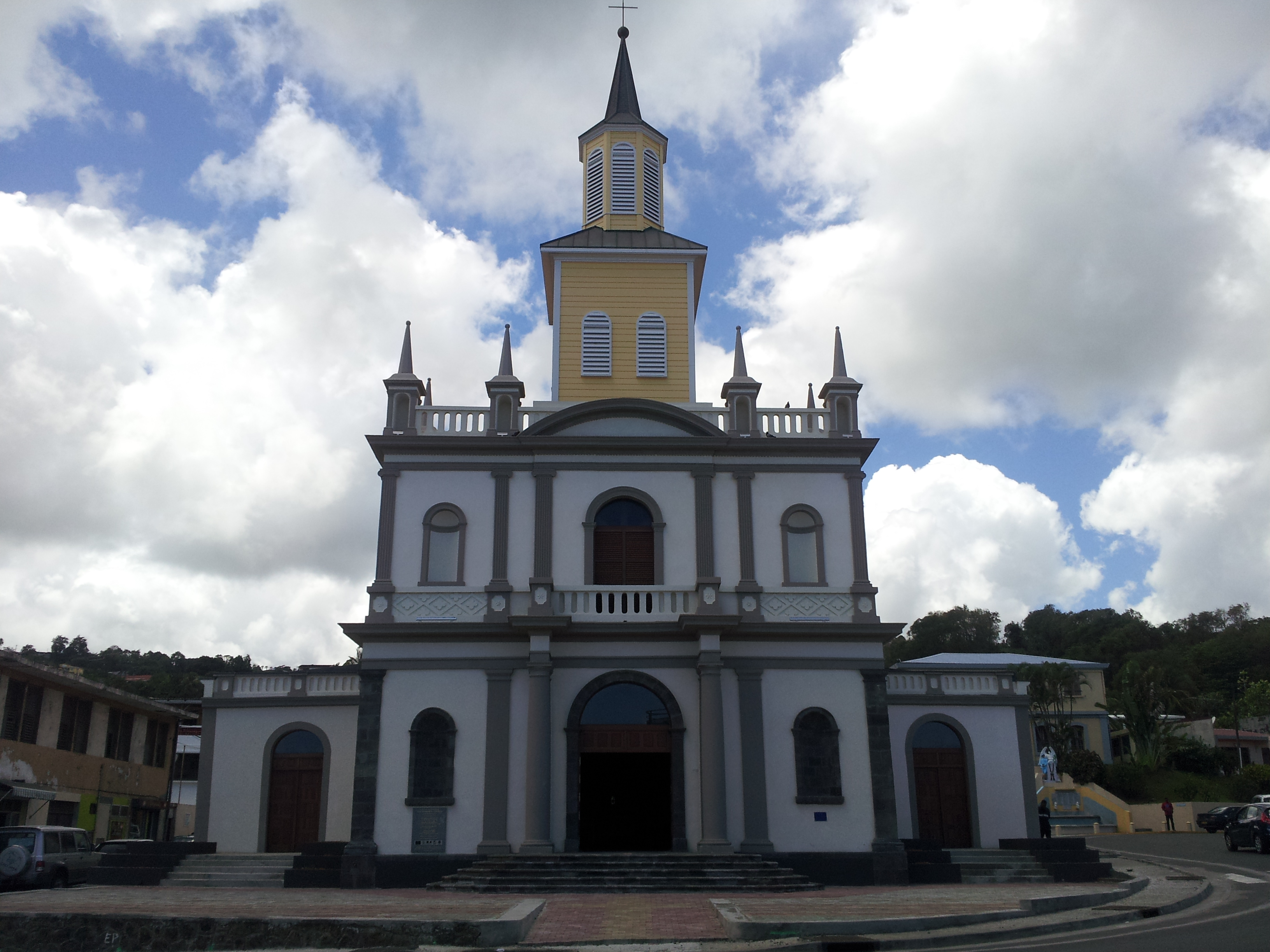
Façade de l'église.
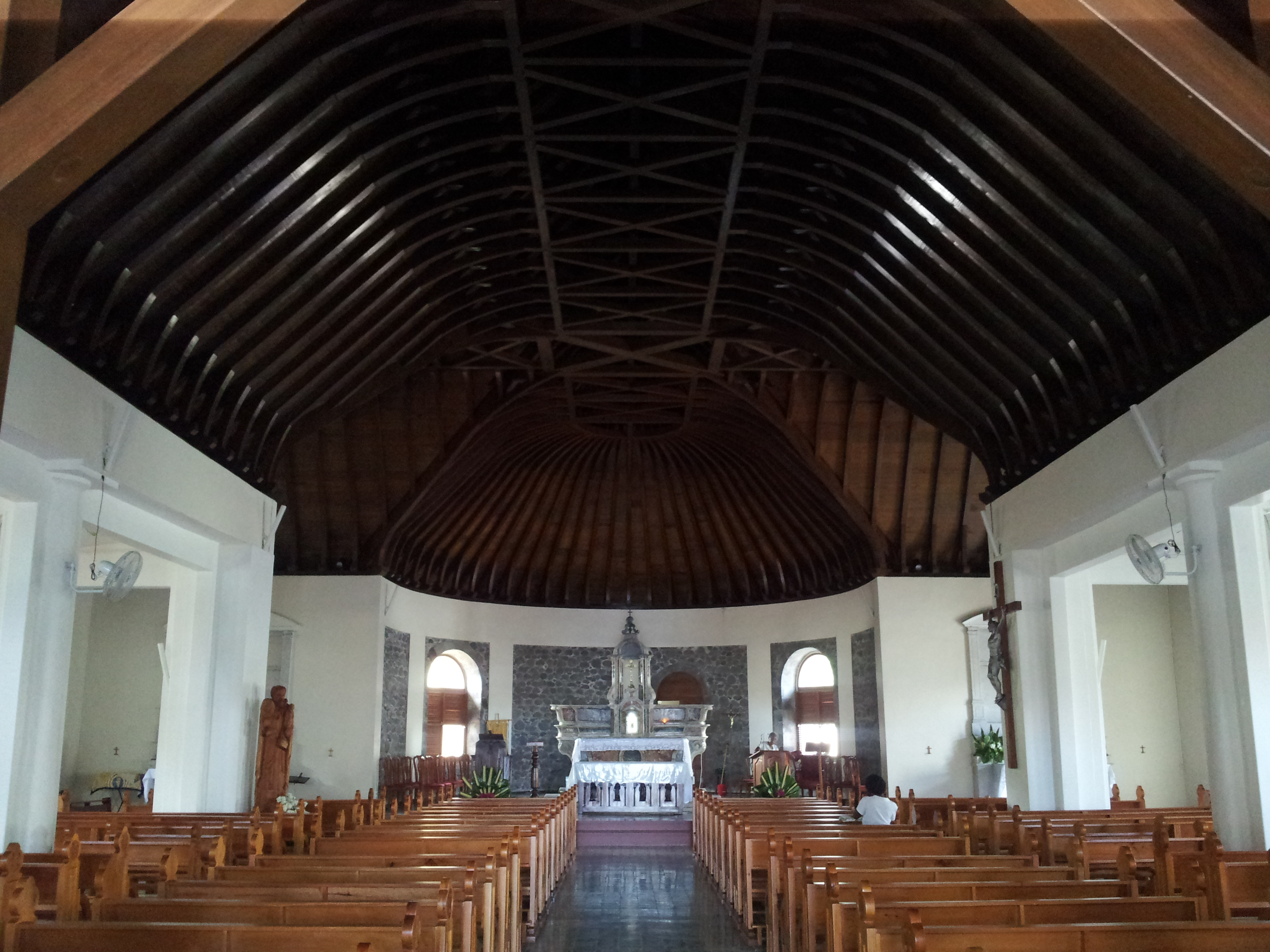
Intérieur de l'église.
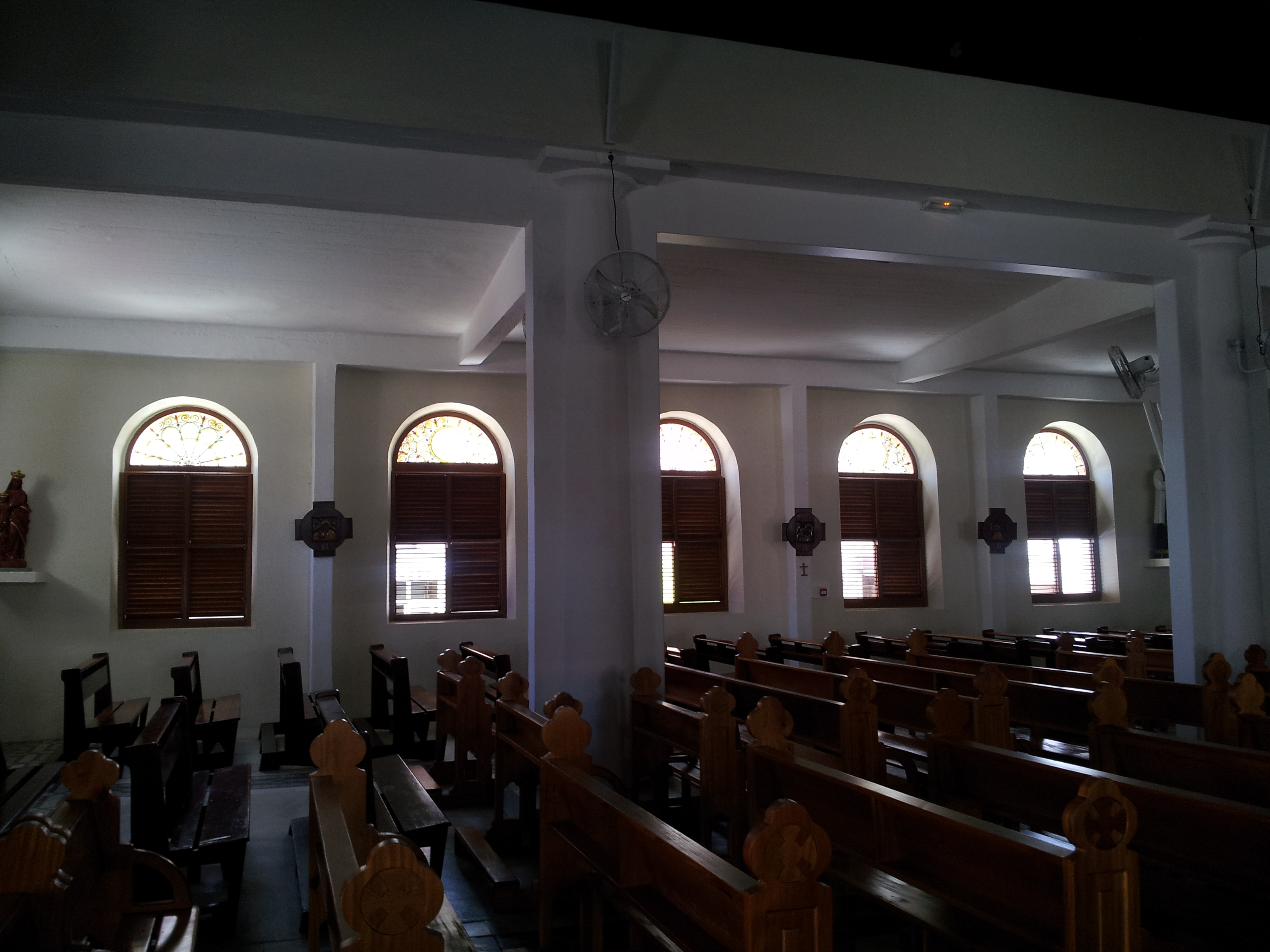
Nef latérale gauche.
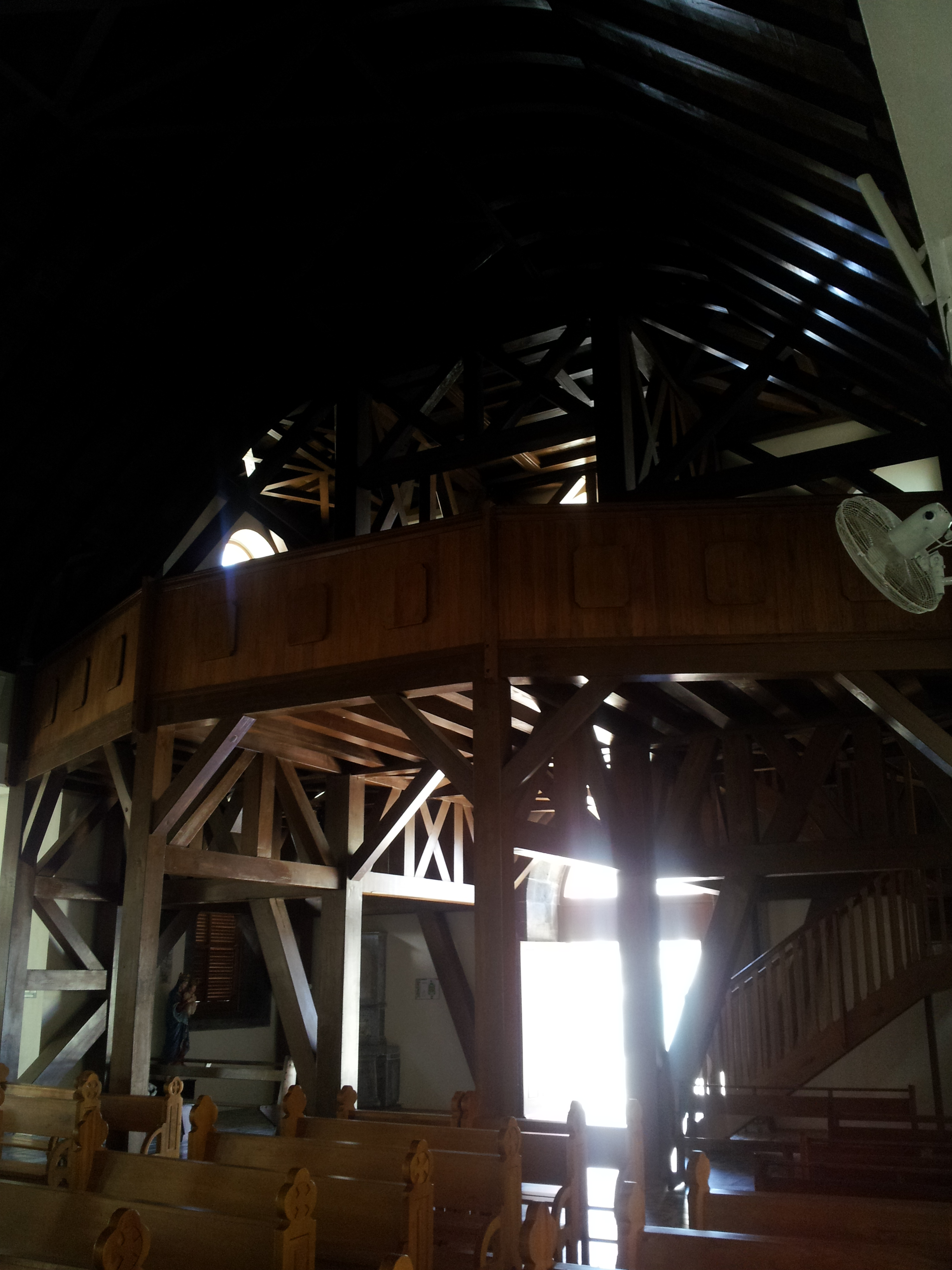
Tribune d'orgue.
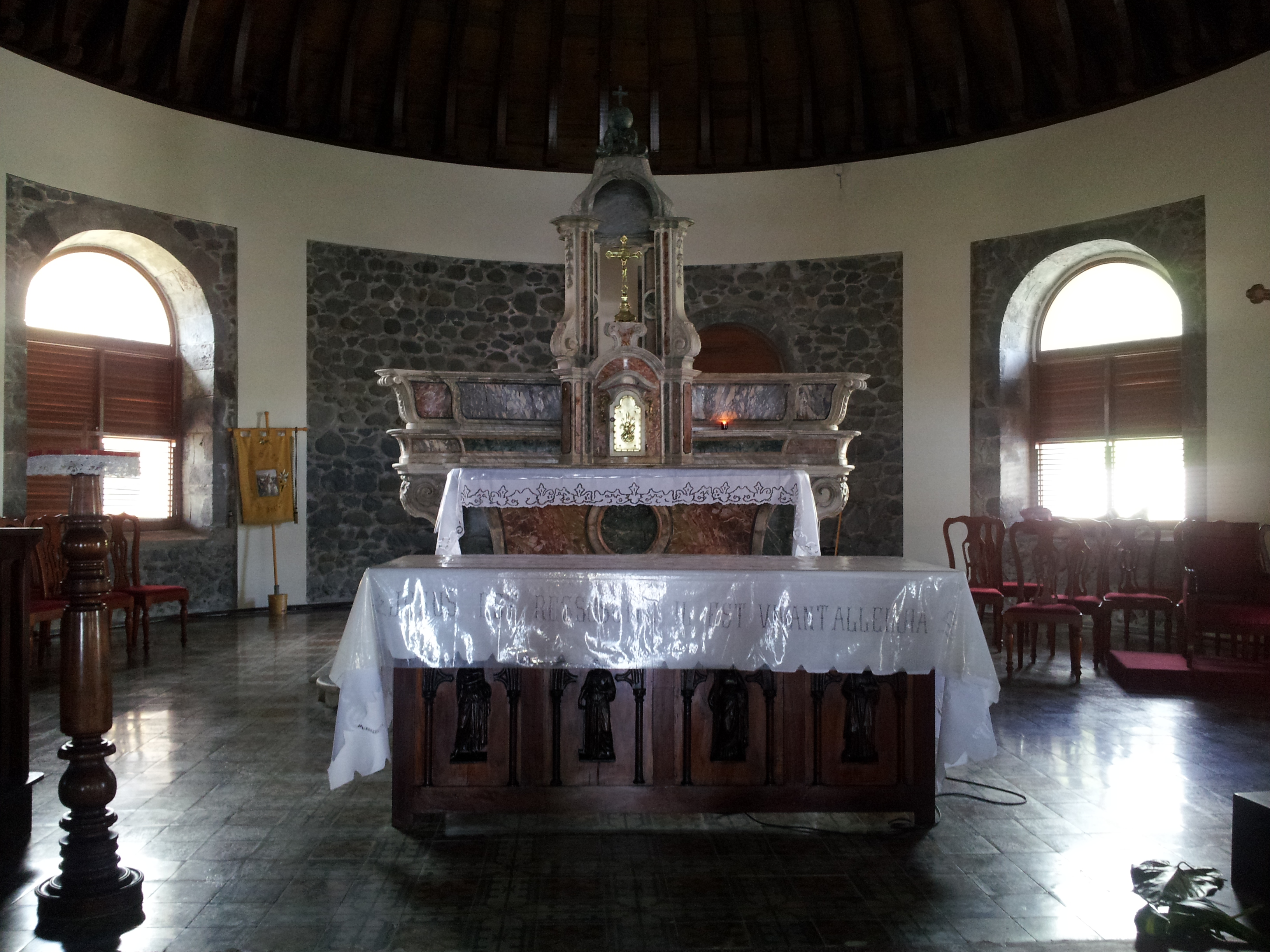
Chœur et maître-autel.
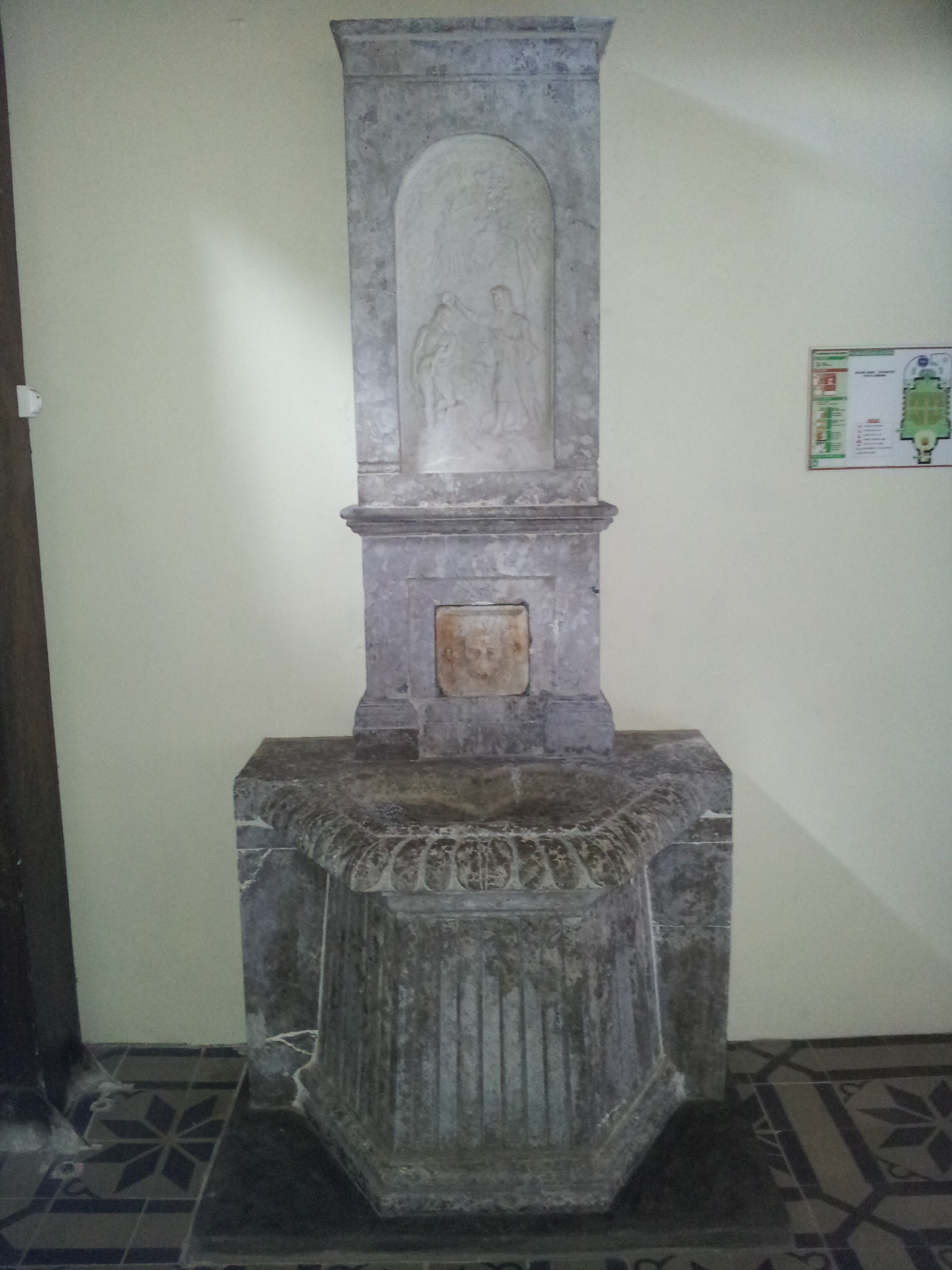
Fonts baptismaux.
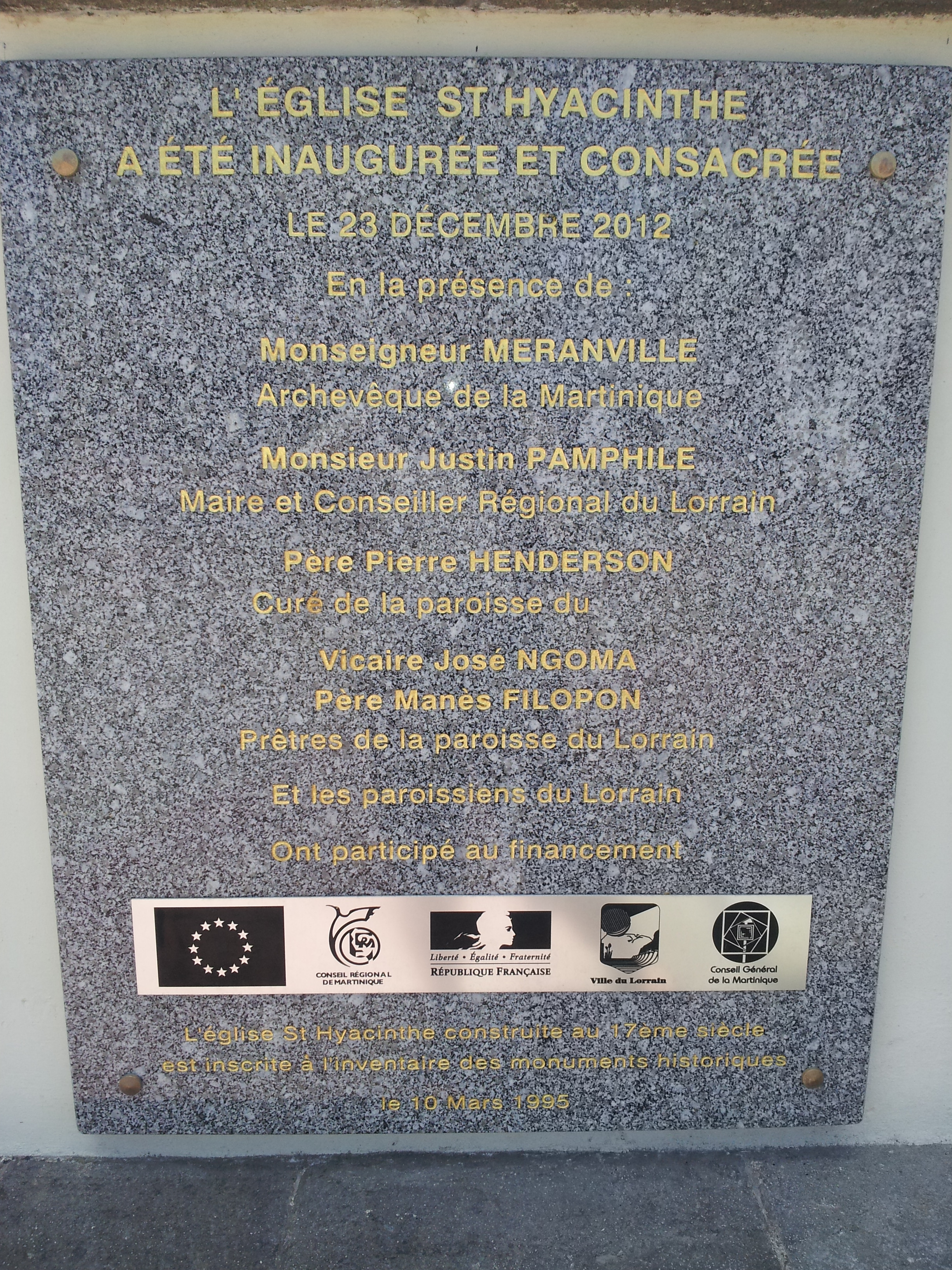
Plaque de consécration du 23 décembre 2012.